# Brabham BT58
A Brabham BT58 egy Formula–1-es versenyautó, melyet John Baldwin és Sergio Rinland tervezett az 1989-es Formula–1 világbajnokságra a Brabham csapatnak. A csapat versenyzői az olasz Stefano Modena és az 1988-as World Sportscar Championship-bajnok Martin Brundle voltak. A csapat egy év kihagyás után tért vissza, V8-as Judd szívómotorokkal, az autót pedig az 1990-es idény első két futamán is használták. Legjobb eredményük egy monacói harmadik helyezés volt.

## Története
Sergio Rinland és John Baldwin tervezték az autót, modern, letisztult és kompakt kialakítást kapott az autó. A meghajtásért a Judd EV motorok feleltek, ami kézenfekvő választás volt, hiszen a csapat alapítójának, Jack Brabhamnek is volt részesedése a motorgyárban. A gumikat ismét a Pirellitől kapták.
1988 volt az első év 1961 óta, hogy a Brabham csapat nem volt ott a rajtrácson, az új tulajdonos döntése miatt. Így aztán 1989-et kvázi új nevezőként kezdték. Ez azzal járt, hogy az akkori szabályok szerint a Brabham prekvalifikációra kényszerült: a turbómotorok betiltása után számos új csapat csatlakozott, és egy előzetes időmérő edzésen kellett az újoncok közül kihullani azoknak, akik túl lassúak voltak a futamon való részvételhez. A Judd-motor teljesítménye elég volt ahhoz, hogy a prekvalifikációs köröket teljesíteni tudják, mindössze háromszor fordult elő, hogy nem sikerült, és az is apró hibák miatt. Versenyben sem haladtak rosszul: Monacóban még a McLaren-eket is meg tudták szorongatni. Az itt nyújtott jó teljesítményük miatt elértek annyi pontot, hogy már nem kellett részt venniük az idény második felének pre-kvalifikációin. Modena itteni harmadik helye volt a Brabham 120., és egyben utolsó dobogós helyezése.
A kezdeti ígéretes szezon aztán hamar romlani kezdett. Ennek az volt az oka, hogy a Brabham által használt Pirelli abroncsok a szezon második felének gyors pályáin nem voltak annyira versenyképesek (és a Pirelli más gumit gyártott az időmérő edzésre és a futamra). Szezon közben ráadásul előbb John Baldwin távozott, majd a csapattulajdonos Joachim Lüthit tartóztatták le adócsalás és sikkasztás gyanújával. Az új tulajdonos a Middlebridge Group nevű japán konszern lett, amely a Landhurst Leasingtől vett fel kölcsönt a vásárláshoz, és garantálták a csapat továbbműködtetését.
A csapat végül nyolc pontot gyűjtve a 9. helyen zárta a bajnokságot.
1990-ben az első két futamon, az új autó bemutatásáig még ezzel versenyeztek, nem túl meggyőző teljesítménnyel: egy ötödik hely mellett három kieséssel.

## Eredmények
| Év   | Csapat                    | Motor          | Gumik | Pilóták        | 1   | 2   | 3   | 4   | 5   | 6   | 7   | 8   | 9   | 10  | 11  | 12  | 13  | 14  | 15  | 16  | Pontok | Helyezés |
| ---- | ------------------------- | -------------- | ----- | -------------- | --- | --- | --- | --- | --- | --- | --- | --- | --- | --- | --- | --- | --- | --- | --- | --- | ------ | -------- |
| 1989 | Motor Racing Developments | Judd EV 3.5 V8 | P     |                | BRA | SMR | MON | MEX | USA | CAN | FRA | GBR | GER | HUN | BEL | ITA | POR | ESP | JPN | AUS | 8      | 9.       |
| 1989 | Motor Racing Developments | Judd EV 3.5 V8 | P     | Martin Brundle | KI  | KI  | 6   | 9   | KI  | NPK | NPK | KI  | 8   | 12  | KI  | 6   | 8   | KI  | 5   | KI  | 8      | 9.       |
| 1989 | Motor Racing Developments | Judd EV 3.5 V8 | P     | Stefano Modena | KI  | KI  | 3   | 10  | KI  | KI  | KI  | KI  | KI  | 11  | KI  | KIZ | 14  | KI  | KI  | 8   | 8      | 9.       |
| 1990 | Motor Racing Developments | Judd EV 3.5 V8 | P     |                | USA | BRA | SMR | MON | CAN | MEX | FRA | GBR | GER | HUN | BEL | ITA | POR | ESP | JPN | AUS | 2      | 10.*     |
| 1990 | Motor Racing Developments | Judd EV 3.5 V8 | P     | Gregor Foitek  | KI  | KI  |     |     |     |     |     |     |     |     |     |     |     |     |     |     | 2      | 10.*     |
| 1990 | Motor Racing Developments | Judd EV 3.5 V8 | P     | Stefano Modena | 5   | KI  |     |     |     |     |     |     |     |     |     |     |     |     |     |     | 2      | 10.*     |

* Minden pontot a BT58-assal gyűjtöttek.

## Forráshivatkozások
1. 1 2  Legendák a lejtőn – Brabham (magyar nyelven). Napi F1 sztori, 2022. június 7. (Hozzáférés: 2024. október 8.)

## Fordítás
- Ez a szócikk részben vagy egészben  a   Brabham BT58 című angol Wikipédia-szócikk ezen változatának fordításán alapul.  Az eredeti cikk szerkesztőit annak laptörténete sorolja fel. Ez a jelzés csupán a megfogalmazás eredetét és a szerzői jogokat jelzi, nem szolgál a cikkben szereplő információk forrásmegjelöléseként.